# 원수폭금지일본국민회의
원수폭금지일본국민회의(일본어: 原水爆禁止日本国民会議 겐스이바쿠킨시니혼코쿠민카이기[*])는 1965년 결성된 일본의 반핵단체다. 약칭은 원수금(原水禁).
1965년, 부분적핵실험금지조약에 대한 찬반을 둘러싸고, 원수폭금지일본협의회(원수협) 내부에서 “사회주의 국가의 핵실험은 찬성한다”는 입장의 일본공산당계 주류파와 대립하여 “모든 나라의 핵실험에 반대한다”는 입장이었던 일본사회당・총평계 그룹이 이탈해서 결성했다. 이 분열에 대해서 원수금과 원수협은 서로 상대쪽이 잘못했다고 탓하고 있다.
원수금은 원자력발전과 핵무기를 포함한 모든 핵의 폐기를 “궁극적 목표”로 삼고 있으다. 핵확산금지조약, 포괄적핵실험금지조약 체제에 호의적이며, 국제연합의 틀에 따른 핵폐기 노력들을 추진하고 있다.  일본 정부도 이 조약들을 비준했지만 일미안보조약의 견지를 전제로 하고 있으며, 그 전제가 무너지면 조약을 탈퇴할 수 있다고 언급하고 있다는 점에서 원수금의 입장과 다르다.
1980년대에는 여러 차례 원수협과 합동으로 집회를 개최했다. 1990년대에는 공투단체들과의 통합론이 제기되어 호헌연합・음식과 녹색과 물을 지키는 중앙노농시민회의가 합류해서 결성된 평화포럼에 가입했다. 이후 민사당계 반핵단체인 핵병기금지평화건설국민회의(핵금회의)와 공투관계에 있으며, 2005년부터 핵금회의・일본노동조합총연합회(연합)과 합동으로 히로시마・나가사키에서 평화대회를 주최해 왔다. 다만 핵금회의는 “평화를 위한 원자력”, 즉 원자력발전에는 찬성하기 때문에, 반원전 운동에서는 단독행동하거나 탈원전 단체들과 공투했다.
그러나 2011년 3월 11일 후쿠시마 제1원전 사고 이후, 선명한 탈핵노선의 원수금과 원전을 포기하지 못하는 핵금회의 사이의 균열은 커져갔다. 2011년 평화대회에서 원수금 의장이 원전을 문제로서 다루자 연합과 핵금회의가 반발했다. 2012년 평화대회를 앞두고 핵금회의 전무이사가 “대회에서 탈원전을 요구한다면 앞으로 함께 행동할 수 없다”고 원수금을 저격했고, 대회 자체는 그대로 진행되었지만 사전집회는 두 단체가 각각 따로 여는 등 갈등이 깊어졌다. 동년 10월, 핵금회의가 연합 측에 “향후 3단체가 평화대회를 개최하는 것은 곤란”하다고 제의했다. 이 요구가 받아들여지면서 2013년 평화대회는 연합의 단독주최로 치러졌고, 원수금과 핵금회의는 공동개최단위로 물러나게 되었다.